# Richard Hugle
Richard Friedrich Hugle (* 9. Dezember 1890 in Furtwangen; † 13. März 1960 in Osnabrück) war ein Landesplaner.

## Leben
Hugle, Sohn eines Lehrers, absolvierte nach seiner Gymnasialzeit in Offenburg den Militärzeit
im westfälischen Münster, wo er in der Buchhandlung Heinrich Schöningh eine Buchhändlerlehre machte. Danach studierte er an der dortigen Universität Philologie. Nach der Kriegszeit und bis 1920 währender französischer Kriegsgefangenschaft promovierte er 1921 in Münster mit einer Arbeit über den romantischen Dramatiker Adolph Müllner. 1925 kam er als erster Leiter des neugeschaffenen städtischen Verkehrs- und Presseamtes nach Osnabrück. Hier gründete er das städtische Reisebüro. Er förderte das städtische Verkehrsflugwesen durch Gründung einer Fluggesellschaft, die in der Netter Heide bei Osnabrück über einen von Reinhold Tiling geleiteten Flugplatz verfügte. Von hier aus wurden ein Zubringerdienst zu anderen Flugplätzen und ein Bäderflugdienst betrieben. Im April 1933 wurde er aus den städtischen Diensten entlassen. Er fand jedoch bald danach Aufnahme beim Regierungspräsidenten zu Osnabrück als Landesplaner in der Bezirksstelle der Landesplanungsgemeinschaft Hannover-Braunschweig, einer von der Provinzialverwaltung begründeten Außenstelle des Archivs für Landeskunde und Statistischen Amtes der Provinz Hannover. Zeitweilig war er auch Pressereferent und Preiskommissar beim Osnabrücker Regierungspräsidenten.
Seit seiner Übernahme als Landesplaner hat er im Gebiet des früheren Regierungsbezirks Osnabrück die Fundamente der Landesplanung gelegt. Neben der Förderung des Osnabrücker Wirtschaftsraumes schuf er die praktischen Grundlagen für den wirtschaftlichen Aufbau des Emslandes, für das er den Plan einer groß angelegten Emslanderschließung entwickelte.  Aus dieser Tätigkeit sind zahlreiche Veröffentlichungen und archivisch überlieferte Kartenwerke vorhanden. Auch im Zweiten Weltkrieg wurde Hugle zum Kriegsdienst eingezogen. 1944 wurde gegen ihn ein Verfahren wegen Defätismus eingeleitet. Nach dem Krieg kehrte er bis zu seiner Pensionierung als Oberregierungsrat im Jahr 1956 zu seiner Wirkungsstätte zurück. 1950 wurde er zum 1. Vorsitzenden des Wiehengebirgsverbandes gewählt.
Hugles nahm zu allen relevanten Themen Stellung und publizierte in Zeitschriften und vor allem in der Presse, hielt zudem viele Vorträge zu Themen der Landes- und Raumplanung. Darüber hinaus blieb sein persönliches Interesse an Musik- und Theaterveranstaltungen bestehen. Auch hierzu publizierte er.

## Ehrungen
- Bundesverdienstkreuz I. Klasse, verliehen im Juli 1959

## Schriften (Auswahl)
- Neubildung deutschen Bauertums im Emsland: Die Erschließung von „Rhede-Brual“, eine landesplanerische Untersuchung. Oldenburg 1937.
- Das hannoversche Emsland, ein Raumordnungsplan nach den Grundsätzen der Landesplanung. Hannover 1950.
- Nachruf auf Bernhard Wöbker. In: Neues Archiv für Niedersachsen 20/1950, S. 721.
- Der Berufsverkehr im Raum Stadt Osnabrück. In: Neues Archiv für Niedersachsen 14/1949, S. 764–766.
- Die Auswertung von Luftbildplänen für die Forstplanung im hannoverschen Emsland. In: Archiv für Landes- und Volkskunde von Niedersachsen 1941/7, S. 167–176.
- Heinrich Specht Nachruf. In: Neues Archiv für Niedersachsen 1953, 1/2, S. 64–66.
- Nachruf Benno Ludwig Manns, Osnabrück. In: Neues Archiv für Landes- und Volkskunde von Niedersachsen 6/1948, S. 279–280.
- Raumordnung und Naturschutz – Gedanken zur Landschaftspflege. In: Neues Archiv für Niedersachsen Band V (1951/52), S. 475–476.
- Wilhelm Sagemüller zum 75. Geburtstag. Kleine Beiträge. In: Neues Archiv für Niedersachsen 1955/56/4, Band 8(13), S. 315–316.
- Zehnjahresplan für das hannoversche Emsland. In: Neues Archiv für Niedersachsen 9/1949, S. 72–88.